# Sortes (Braganza)
Sortes es una freguesia portuguesa del municipio de Braganza, con 21,93 km² de superficie y 320 habitantes (2001). Su densidad de población es de 14,6 hab/km².